# Giuseppe Palumbo (politico)
Giuseppe Palumbo (Catania, 26 ottobre 1940) è un politico italiano.

## Biografia

### Elezione a deputato
È stato deputato ininterrottamente dal 1994 al 2013: in occasione delle elezioni del 1994, 1996 e 2001 è stato sempre eletto nel collegio uninominale di Catania-Picanello (sistema maggioritario), mentre alle elezioni del 2006 e del 2008 è stato eletto nella circoscrizione Sicilia 2.
Durante la XIV e la XVI Legislatura ha inoltre ricoperto la carica di presidente della XII Commissione (Affari Sociali) della Camera dei Deputati.
Non è più ricandidato alle elezioni politiche del 2013.